# Saint-Myon
Saint-Myon är en kommun i departementet Puy-de-Dôme i regionen Auvergne-Rhône-Alpes i centrala Frankrike. Kommunen ligger i kantonen Combronde som tillhör arrondissementet Riom. År 2022 hade Saint-Myon 553 invånare.

## Befolkningsutveckling
Antalet invånare i kommunen Saint-Myon
| Referens: INSEE |